# Баккини, Бенуа
Баккини (Бенуа Bacchini) — итал. бенедиктинец; род. 31 авг. 1651 года в Борго-Сан-Доннино, ум. 1 сент. 1721 г. Он был секретарем аббата Сент-Бенуа, затем служил у герцога Пармского. Вследствие своих стремлений реформировать бенедиктинский устав, он принужден был оставить Парму и приютиться у герцога Моденского, который сделал его членом инквизиции, а затем консерватором своей библиотеки. Б. оставил многочисленные ученые труды, из кот. назовем: «Giornale de’ Letterati» (Парма и Модена, 1686—1697, 9 т.); «Del istorie del Monastero di San-Benedetto di Polirone, nello Stato di Mantova libri cinque» (Модена, 1696). Б. написал также исследование о древних систрах, под заглавием: «De sistris, eorumque figuris ас differentia». (2-е издание, Утрехт, 1695).